# Xenoturbella
Sous-embranchement
Famille
Genre

Schéma d'une section longitudinale de Xenoturbella bocki

Xenoturbella est un genre d'animaux marins à l'aspect vermiforme. Depuis sa découverte en 1949, il fait partie de ces rares animaux dont la place dans la classification n'a cessé de faire débat, au point de susciter constamment des qualificatifs aussi inhabituels dans la presse scientifique spécialisée que « énigmatique », « étrange », « incertain » [réf. nécessaire], reflétés par le nom scientifique du genre (xenos = « étrange » en grec).
À sa découverte, Xenoturbellela est classé parmi les protostomiens. Cette vision reste majoritaire jusque dans les années 2000, où elle est placée au sein des deutérostomiens par les phylogénies moléculaires. Bien que rejetée à plusieurs reprises, notamment au cours des années 1980, l'appartenance aux deutérostomiens a fait consensus pendant un temps, mais les discussions ont été relancées par des analyses plus récentes incluant, entre autres, des espèces additionnelles de Xenoturbella,.

## Découverte
Les premiers exemplaires de Xenoturbella furent découverts dans les eaux suédoises en 1915 par Sixten Bock (1884-1946), mais ne furent décrits qu'en 1949 par Einar Westblad sous le nom de Xenoturbella bocki. Les récoltes anciennes de S. Bock et E. Westblad comportaient une seconde espèce de plus petite taille qui ne fut décrite qu'en 1999 sous le nom de Xenoturbella westbladi.
En 1956, des Xenoturbella ne correspondant peut-être pas à X. bocki furent récoltés en mer Adriatique ; toutefois, ce matériel n'a pas été conservé.
En 2016, Rouse, Wilson, Carvajal et Vrijenhoek décrivent 4 nouvelles espèces, collectées dans les abysses au large de la Suède, de la Californie et dans le Golfe du Mexique. 

## Liste des espèces
Selon World Register of Marine Species (20 décembre 2017) :
- Xenoturbella bocki Westblad, 1949
- Xenoturbella churro Rouse, Wilson, Carvajal & Vrijenhoek, 2016
- Xenoturbella hollandorum Rouse, Wilson, Carvajal & Vrijenhoek, 2016
- Xenoturbella monstrosa Rouse, Wilson, Carvajal & Vrijenhoek, 2016
- Xenoturbella profunda Rouse, Wilson, Carvajal & Vrijenhoek, 2016

## Écologie
La localité historique de découverte des deux premières espèces de Xenoturbella correspond au fond du Skagerrak, à la limite de la Suède et de la Norvège. Depuis lors, des échantillons ont été trouvés dans le Firth of Clyde en Écosse (un exemplaire), près de Bergen en Norvège (un exemplaire), en mer Adriatique dans les eaux croates ainsi que dans le Cattégat.
C'est toutefois du secteur suédois du Skagerrak que provient la quasi-totalité des collectes récentes, en particulier pour les besoins des recherches morphologiques, moléculaires et phylogénétiques. Les principales zones de récolte, le Gullmarsfjord et l'archipel de Koster, sont situées au voisinage de la Kristineberg Marine Research Station (province de Bohuslän). Les deux espèces y semblent abondantes puisque certains chercheurs ont pu effectuer leurs travaux à partir de plusieurs centaines d'exemplaires.
Les Xenoturbella vivent sur des fonds vaseux, parfois très mous, à des profondeurs variant suivant les espèces entre 20 m et plusieurs milliers de mètres de profondeur. La faune associée comporte notamment plusieurs espèces de bivalves parmi lesquelles deux Nuculidae et Abra nitida.

## Classification
En un peu plus d'un demi-siècle, la liste des groupes auxquels il a été proposé de rattacher Xenoturbella, ou desquels on a suggéré de le rapprocher, est si étendue qu'elle pourrait ressembler à un « inventaire à la Prévert » : plathelminthes, turbellariés du groupe des Acoelomorpha, cœlentérés, bryozoaires, hémichordés, holothuries, bivalves protobranches ; on a également suggéré d'en faire des taxons distincts situés tantôt à la base de tous les métazoaires, tantôt à la base des bilatériens ou encore à la base des deutérostomiens,,.

### Simplicité structurale
La principale raison d'une telle dispersion dans les propositions de classification, réside sans doute dans la simplicité de l'organisation de Xenoturbella. À défaut d'organes ou de structures susceptibles d'être comparées à des éléments analogues dans des groupes connus, les zoologistes des années 1950 à 1990 en ont été réduits à baser leurs présomptions sur des détails.
Par ailleurs, la simplicité structurale de Xenoturbella ne génère pas que des difficultés de comparaison : elle est un problème en soi. Une simplicité structurale de ce niveau est en effet généralement associée à une taille microscopique ou à un mode de vie endoparasitaire [réf. nécessaire]. Or ces animaux ne sont ni microscopiques (la plupart des spécimens de Xenoturbella bocki mesurent entre 1 et 3 cm, certains pouvant atteindre 4 cm), ni endoparasites puisqu'ils vivent libres sur les fonds marins.

### Hypothèse plathelminthe
Dès 1952, au regard des connaissances et des techniques taxonomiques de l'époque, Westblad classe ces animaux dans le groupe des planaires, c'est-à-dire des vers plats appartenant à la classe des turbellariés ; en raison de leur simplicité, il crée pour eux l'ordre des Xenoturbellida qu'il place dans le super-ordre des archoophores, à côté de l'ordre des acoeles dont certains sont dépourvus de véritable cavité digestive permanente, comme Xenoturbella [réf. nécessaire]. En 1959, Libbie Henrietta Hyman, zoologiste américaine faisant à l'époque autorité en matière d'invertébrés [réf. nécessaire], confirme l'appartenance de Xenoturbella aux plathelminthes et aux turbellariés, mais les range au sein de l'ordre des acoeles . De ce fait, l'ordre des Xenoturbellida de Westblad devenant obsolète, elle doit alors créer une nouvelle famille, les Xenoturbellidae, pour différencier ces animaux des autres représentants de l'ordre des acoeles.
En dépit de travaux remettant en cause l'appartenance de ces animaux aux plathelminthes dès les années 1950, cette hypothèse restera longtemps majoritaire. Elle suscitera même un regain d'intérêt à la fin des années 1980 et même jusqu'en 1998 à la suite de plusieurs études de nature ultrastructurale.

### Hypothèse mollusque
En 1997, deux articles parus simultanément dans la revue Nature, l'une de phylogénie moléculaire, l'autre d'embryogenèse semblent montrer l'appartenance de Xenoturbella à une famille de mollusques bivalves. Cette hypothèse impliquait, à partir de larves ressemblant à celles des bivalves, une métamorphose provoquant la perte de tous les caractères des mollusques adultes. Depuis lors, plusieurs analyses ont montré que les Xenoturbella ingéraient régulièrement des mollusques, ou des œufs et des embryons de mollusques vivant dans leur environnement immédiat, et que c'était l'ADN de ces proies qui avait conduit à les classer parmi les mollusques,.

### Hypothèse deutérostomien
Dès 1960, Reisinger note les similitudes structurales entre l'épiderme des Xenoturbella et celui de certains deutérostomiens, et propose de les rapprocher du groupe des entéropneustes. 
En 2001, les Xenoturbellida sont inclus pour la première fois au sein des deutérostomiens par une étude de phylogénénie moléculaire utilisant 3 gènes mitochondriaux. Ils sont alors rapprochés des Ambulacraria (échinodermes et hémichordés). Cette hypothèse est corroborée en 2006 par une étude utilisant des séquences d'acides aminés nucléaires et mitochondriales. Le nom Xenambulacraria est proposé pour le clade rassemblant les Xenoturbellida et les Ambulacraria. Puis en 2011,  les Acoelomorpha sont de nouveau rapprochés des Xenoturbellida, qui deviennent ensemble groupe-frère des Ambulacraria.

### Le consensus actuel:Xenacoelomorpha
En 2016, un article de Rouse, Wilson, Carvajal et Vrijenhoek présente les résultats d'une vaste étude phylogénétique sur de nouveaux spécimens. Elle aboutit à conserver le regroupement des xénoturbellides et des acoelomorphes (Xenacoelomorpha) mais à le placer en groupe-frère des autres bilatériens (hypothèse Nephrozoa : Deuterostomia + Protozoa),.

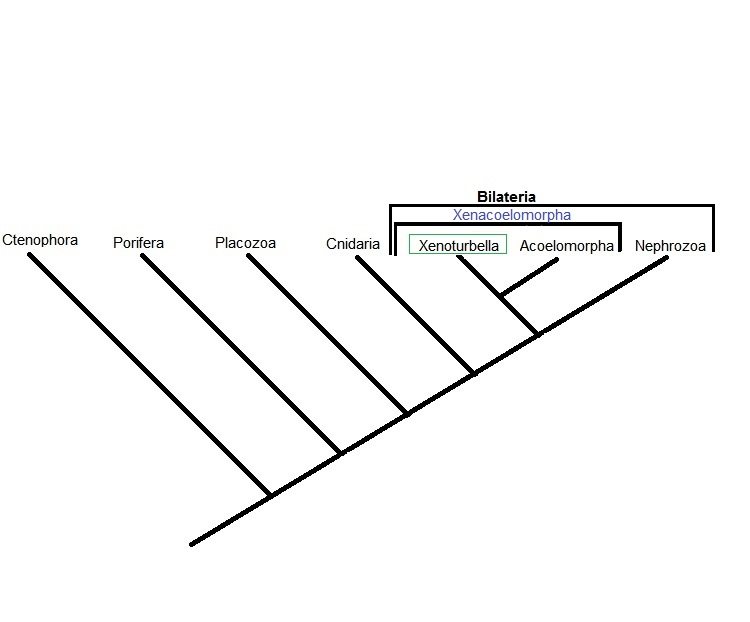
Position phylogénétique du groupe soeur Xenacoelomorpha constitué de Xenoturbella et Acoelomorpha

## Développement
En décrivant les différents stades embryonnaires de X. bocki ( Xenoturbella bocki) nous pouvons constater qu'il s'agit d'un développement direct ne possédant aucun stade larvaire. Ce mode de développement appelé « direct » est similaire à celui d'acoelomorpha et supporte la suggestion d'un groupe sœur entre ces deux espèces formant ainsi un groupe phylétique nommé Xénacoelomorpha. Un débat persiste toujours en ce qui concerne la position de ce dernier groupe. Existe-t-il réellement un tel lien entre ces deux espèces, étant donné certaines différences marquées entre elles ? Pensons à la présence de systèmes nerveux centralisés chez les acoelomorphes, ou encore l'absence d'un épithélium d'organisation de l'organe digestif retrouvé chez les xénoturbellidés. De plus, le groupe des xénacoelomorphes est-il une ramification précoce des bilatériens, ou alors s'agit-il d'un groupe sœur des ambulacraires (Ambulacraria) ? C'est ce qu'a tenté de démystifier un article publié en 2013 dans Nature Communications.

### Mode de reproduction
Comme pour les observations faites sur le développement, Xenoturbella bocki est la seule espèce de tous les xénoturbellidés à avoir été utilisée pour les recherches sur la reproduction asexuée et la reproduction sexuée. La raison de cela en est que seule la saison de reproduction de cette espèce est connue.
Puisqu'une reproduction asexuée très efficace par fission ou par bourgeonnement a été observée chez les acélomorphes, il se pourrait que ce type de reproduction se manifeste également chez Xenoturbella, étant donné leur proximité phylogénétique. Malheureusement, en raison des difficultés rencontrées en laboratoire, aucune reproduction asexuée n'a été observée. Seul X. bocki, parmi les six espèces de xénoturbellidés, a pu survivre au cours de cette période. Une division a eu lieu sans aboutir cependant à la régénération de deux animaux. Il se pourrait que cette espèce ne soit pas capable de reproduction asexuée.
Lors de la reproduction sexuée, les gamètes matures de X. bocki sont présents seulement durant l'hiver, et se retrouvent dans de nombreuses parties du corps de cette espèce. Les gamètes peuvent se situer dans la cavité digestive, dans les cellules de l'intestin ou à la surface de celui-ci, entre l'intestin et la couche épidermique, ainsi qu'à l’intérieur de l'épiderme, autant au niveau postérieur qu'antérieur.

### Stades embryonnaires
Des tests avec la microscopie confocale ont permis d'observer certaines structures internes de l'embryon de X. bocki, alors que la microscopie électronique a permis d’observer les ultra-structures du spécimen à partir des coupes transversales.
Les œufs de X. bocki, de couleur orange pâle et opaque, sont tombés au fond du récipient de l'expérimentation, une fois pondus. En plus d'être recouvert d'une couche transparente, l’œuf possède deux couches extracellulaires. Une couche dite externe recouvre une couche plus épaisse qui semble représenter l'enveloppe de fécondation. Durant ce stade, l'embryon possède des structures ciliées et deux grands groupes de cellules: la couche cellulaire épidermique externe et les cellules rondes indifférenciées situées à l'intérieur de l'embryon. Une fois l’œuf éclos, les embryons jaunâtres entrent dans ce que l'on appelle le stade de nage libre. Comme le nom de ce stade le dit, les embryons se mettent à nager à l'aide de leurs cils.
Trois jours après l'éclosion, la formation d'une touffe apicale de cils plus longs que les autres déjà présents, se développe à la pointe antérieure. Cette caractéristique commune aux larves est la seule ressemblance que possède l'embryon avec cette dernière. Cette structure permet de révéler, à ce stade de nage, la présence d'un système nerveux et une coordination du comportement de nage, puisqu'elle permet le changement de direction au contact d'un obstacle. Étape par étape, les cellules épidermiques du nouveau-né se différencient, à l'exception de celles à l'intérieur de celui-ci. C'est pourquoi il est impossible de remarquer la présence d'une bouche, d'un anus, de bandes ciliaires, de crête larvaire, d'un cœlome ou d'un système digestif. Cette observation indique que l'embryon ne se nourrit pas.
Après cinq jours de nage, la présence de muscles internes se fait remarquer par la constriction et l'allongement du corps.  
La similarité des étapes du développement retrouvée entre Xenoturbellida et Acoelomorpha vient appuyer la relation entre les deux. Les analyses de séquences et les observations décrites ci-dessus confirment l'exclusion d’œuf et d'embryon provenant de bivalves.
Le cycle de développement direct est caractérisé par la ressemblance flagrante entre l'embryon en développement et l'adulte. Pour les xénoturbellidés, les caractéristiques qui confirment la présence d'un tel développement sont entre autres:
- Des cellules épidermiques interdigitées latéralement;
- La structure et la sous-structure de l'appareil cilié épidermique;
- La sous-structure et le contenu de cellules glandulaires se trouvant sous les cellules épidermiques. Ces premières sont remplies de granules de mucus;
- La similarité des cellules nerveuses et des synapses, malgré leur nombre peu élevé au cours des premiers jours de développement.

L'étude sur le développement de Xenoturbella bocki confirme l'importance de la position de ce groupe phylogénétique. Selon les résultats obtenus sur les stades embryonnaires et sur la reproduction de cette espèce, cette dernière, avec Acoelomorpha, représente un groupe sœur avec les bilatériens. Somme toute, de futures recherches sur le développement des xénocoelomorphes comparées avec les cnidaires et les deutérostomes seront cruciales pour la compréhension du développement des métazoaires et sur le caractère, soit ancestral, soit dérivé, du développement direct.